# Освајачи олимпијских медаља у атлетици — скок мотком за мушкарце
Освајачи олимпијских медаља у атлетици за мушкарце у дисциплини скок мотком, која је на програму од првих Олимпијских игара у Атини 1896., приказани су у следећој табели, а резултати су исказани у метрима.
| Олимпијске игре             | Злато                                  | Злато      | Сребро                                                          | Сребро  | Бронза                                                                      | Бронза   |
| --------------------------- | -------------------------------------- | ---------- | --------------------------------------------------------------- | ------- | --------------------------------------------------------------------------- | -------- |
| Атина 1896. детаљи          | Велс Хојт · Сједињене Државе           | 3,30 ОР    | Алберт Тајлер · Сједињене Државе                                | 3,20    | Евангелос Дамаскос · Грчка · Јоанис Теодоропулос · Грчка                    | 2,60     |
| Париз 1900. детаљи          | Ирвинг Бакстер · Сједињене Државе      | 3,30 =ОР   | Мередит Колкет · Сједињене Државе                               | 3,25    | Карл Алберт Андерсен · Норвешка                                             | 3,20     |
| Сент Луис 1904. детаљи      | Чарлс Дворак · Сједињене Државе        | 3,505 ОР   | Лирој Самс · Сједињене Државе                                   | 3,35    | Луис Вилкинс · Сједињене Државе                                             | 3,35     |
| Атина 1906.                 | Фернан Гондер · Француска              | 3,40       | Бруно Седерстрем · Шведска                                      | 3,40    | Едвард Главер · Сједињене Државе                                            | 3,35     |
| Лондон 1908. детаљи         | Едвард Кук САД Алфред Гилберт САД      | 3,71 ОР    | није додељена                                                   |         | Чарлс Џејкобс · САД · Едвард Арчибалд · Канада · Бруно Седерстрем · Шведска | 3,58     |
| Стокхолм 1912. детаљи       | Хари Бабкок САД                        | 3,95 ОР    | Френк Нелсон САД Марк Рајт САД                                  | 3,85    | Вилијам Халпени · Канада · Френк Мерфи · САД · Бертил Угла · Шведска        | 3,80     |
| Антверпен 1920. детаљи      | Френк Фос САД                          | 4,09 СР    | Хенри Петерсен · Данска                                         | 3,80    | Едвин Мајерс САД                                                            | 3,70     |
| Париз 1924. детаљи          | Ли Барнс САД                           | 3,95       | Глен Грејем САД                                                 | 3,95    | Џејмс Брукер САД                                                            | 3,90     |
| Амстердам 1928. детаљи      | Сејбин Кар САД                         | 4,20 ОР    | Вилијам Дрогемулер САД                                          | 4,10    | Чарлс Макгинис САД                                                          | 3,95     |
| Лос Анђелес 1932. детаљи    | Вилијам Милер САД                      | 4,315 ОР   | Шухеј Нишида · Јапан                                            | 4,30 ОР | Џорџ Џеферсон САД                                                           | 4,20 =ОР |
| Берлин 1936. детаљи         | Ерл Медоуз САД                         | 4,35 ОР    | Шухеј Нишида · Јапан                                            | 4,25    | Суео Ое · Јапан                                                             | 4,25     |
| Лондон 1948. детаљи         | Гвин Смит САД                          | 4,30       | Ерки Катаја · Финска                                            | 4,20    | Роберт Ричардс САД                                                          | 4,20     |
| Хелсинки 1952. детаљи       | Роберт Ричардс · Сједињене Државе      | 4,55 ОР    | Доналд Лаз · Сједињене Државе                                   | 4,50    | Рагнар Лундберг · Шведска                                                   | 4,40     |
| Мелбурн 1956. детаљи        | Роберт Ричардс · Сједињене Државе      | 4,56 ОР    | Роберт Гутовски · Сједињене Државе                              | 4,53    | Георгиос Рубанис · Грчка                                                    | 4,50     |
| Рим 1960. детаљи            | Дон Браг · Сједињене Државе            | 4,70 ОР    | Рон Морис · Сједињене Државе                                    | 4,60    | Елес Ландстрем · Финска                                                     | 4,55     |
| Токио 1964. детаљи          | Фред Хансен · Сједињене Државе         | 5,10 ОР    | Волфганг Рајнхард · Уједињени тим Немачке                       | 5,05    | Клаус Ленерц · Уједињени тим Немачке                                        | 5,00     |
| Мексико Сити 1968. детаљи   | Боб Сигрен · Сједињене Државе          | 5,40 ОР    | Клаус Шипровски · Западна Немачка                               | 5,40    | Волфганг Нордвиг · Источна Немачка                                          | 5,40     |
| Минхен 1972. детаљи         | Волфганг Нордвиг · Источна Немачка     | 5,50 ОР    | Боб Сигрен · Сједињене Државе                                   | 5,40    | Јан Џонсон · Сједињене Државе                                               | 5,35     |
| Монтреал 1976. детаљи       | Тадеуш Слусарски · Пољска              | 5,50       | Анти Калиомеки · Финска                                         | 5,50    | Дејвид Робертс · Сједињене Државе                                           | 5,50     |
| Москва 1980. детаљи         | Владислав Козакјевич · Пољска          | 5,78 СР    | Константин Волков · Совјетски Савез · Тадеуш Слусарски · Пољска | 5,65    |                                                                             |          |
| Лос Анђелес 1984. детаљи    | Пјер Кинон · Француска                 | 5,75       | Мајк Тули · Сједињене Државе                                    | 5,70    | Ерл Бел · Сједињене Државе Тијери Вињерон · Француска                       | 5,60     |
| Сеул 1988. детаљи           | Сергеј Бупка · Совјетски Савез         | 5,90       | Родион Гатаулин · Совјетски Савез                               | 5,85    | Григориј Јегоров · Совјетски Савез                                          | 5,80     |
| Барселона 1992. детаљи      | Максим Тарасов · Уједињени тим         | 5,80       | Игор Транденков · Уједињени тим                                 | 5,80    | Хавијер Гарсија · Шпанија                                                   | 5,75     |
| Атланта 1996. детаљи        | Жан Галфион · Француска                | 5,92       | Игор Транденков · Русија                                        | 5,92    | Андреј Тивонтчик · Немачка                                                  | 5,92     |
| Сиднеј 2000. детаљи         | Ник Хајсонг · Сједињене Државе         | 5,90       | Лоренс Џонсон · Сједињене Државе                                | 5,90    | Максим Тарасов · Русија                                                     | 5,90     |
| Атина 2004. детаљи          | Тимоти Мек · Сједињене Америчке Државе | 5,95 ОР    | Тоби Стивенсон · Сједињене Америчке Државе                      | 5,90    | Ђузепе Ђибилиско · Италија                                                  | 5,85     |
| Пекинг 2008. детаљи         | Стивен Хукер · Аустралија              | 5,96 ОР    | Јевгениј Лукјаненко · Русија                                    | 5,85    | Денис Јурченко · Украјина                                                   | 5,70     |
| Лондон 2012. детаљи         | Рено Лавилени · Француска              | 5,97 ОР    | Бјерн Ото · Немачка                                             | 5,91    | Рафаел Холцдепе · Немачка                                                   | 5,91     |
| Рио де Жанеиро 2016. детаљи | Тијаго Браз да Силва · Бразил          | 6,03 ОР    | Рено Лавилени · Француска                                       | 5,98    | Сем Кендрикс · Сједињене Америчке Државе                                    | 5,85     |
| Токио 2020. детаљи          | Арманд Дуплантис Шведска               | 6,02       | Кристофер Нилсен · Сједињене Америчке Државе                    | 5,97    | Тијаго Браз да Силва · Бразил                                               | 5,87     |
| Париз 2024. детаљи          | Арманд Дуплантис Шведска               | 6,25 СР ОР | Сем Кендрикс · Сједињене Америчке Државе                        | 5,95    | Еманоули Каралис · Грчка                                                    | 5,90     |
| Лос Анђелес 2028.           |                                        |            |                                                                 |         |                                                                             |          |

## Биланс медаља у скоку мотком
Стање после ЛОИ 2024.
|     | Држава                | Злато | Сребро | Бронза |    |
| --- | --------------------- | ----- | ------ | ------ | -- |
| 1.  | Сједињене Државе      | 19    | 16     | 13     | 48 |
| 2.  | Француска             | 3     | 1      | 1      | 5  |
| 3.  | Пољска                | 2     | 1      | 0      | 3  |
| 4.  | Шведска               | 2     | 0      | 3      | 5  |
| 5.  | Совјетски Савез       | 1     | 2      | 1      | 4  |
| 6.  | Уједињени тим         | 1     | 1      | 0      | 2  |
| 7.  | Источна Немачка       | 1     | 0      | 1      | 2  |
| 7.  | Бразил                | 1     | 0      | 1      | 2  |
| 9.  | Аустралија            | 1     | 0      | 0      | 1  |
| 10. | Финска                | 0     | 2      | 1      | 3  |
| 10. | Јапан                 | 0     | 2      | 1      | 3  |
| 10. | Русија                | 0     | 2      | 1      | 3  |
| 13. | Немачка               | 0     | 1      | 2      | 3  |
| 14. | Уједињени тим Немачке | 0     | 1      | 1      | 2  |
| 15. | Западна Немачка       | 0     | 1      | 0      | 1  |
| 15. | Данска                | 0     | 1      | 0      | 1  |
| 16. | Грчка                 | 0     | 0      | 4      | 4  |
| 17. | Канада                | 0     | 0      | 2      | 2  |
| 18. | Италија               | 0     | 0      | 1      | 1  |
| 18. | Норвешка              | 0     | 0      | 1      | 1  |
| 18. | Шпанија               | 0     | 0      | 1      | 1  |
| 18. | Украјина              | 0     | 0      | 1      | 1  |
|     | Укупно 21 земља       | 31    | 31     | 36     | 98 |